# Cantó de La Francesa
El cantó de La Francesa és un cantó francès del departament de Tarn i Garona, situat al districte de Montalban. Té 4 municipis i el cap és La Francesa.

## Municipis
- La Francesa
- L'Onor de Còs
- Montastruc
- Picacòs

## Història
| Data d'elecció                           | Identitat     | Partit                     | Qualitat |
| ---------------------------------------- | ------------- | -------------------------- | -------- |
| 1985-                                    | Jacques Roset | UDF, després divers droite |          |
| les dades anteriors no són pas conegudes |               |                            |          |
|                                          |               |                            |          |